# Droit des télécommunications
 (octobre 2012).
Le Droit des télécommunications ou 'Droit des communications électroniques' est le droit relatif à toute transmission, émission ou réception de signes, de signaux, d’écrits, d’images, de sons ou de renseignements de toute nature, à distance, par fil, radioélectricité, optique ou d’autres système électromagnétiques. Il organise d'une part la réglementation liée aux infrastructures et réseaux de communications électroniques, dits aussi « contenants », et d'autre part celle concernant les services fournis sur ces réseaux. Dans une acception large du droit de la communication, il peut en être considéré comme une branche. Les « communications électroniques » sont considérées comme une évolution des télécommunications en raison de l'évolution des technologies et de la convergence numérique qui en résulte et qui brouille les frontières entre les domaines des télécommunications, de l'informatique et de l'audiovisuel. Ce droit comporte nombreux éléments d'extranéité et concerne des territoires aux nationalités différentes. Il est donc foncière un droit international, comme le soulignait Blaise Tchikaya en 1998 (Le droit international des télécommunications, PUF, coll. « Que sais-je ? », Paris, 1998, p. 5 et s.) Le terme de « communications électroniques » supplante progressivement celui de télécommunications et il est systématiquement utilisé en lieu et place de télécommunications dans les textes juridiques officiels.

## Histoire du Droit des télécommunications

### Naissance destélécommunications

#### Télécommunications primitives
En s'organisant, les sociétés primitives ont eu besoin de communiquer à distance. Des techniques se sont développées. Parmi celles-ci, on trouve les signaux de fumée, les signaux lumineux, les communications sonores (tambours, par exemple).

#### Télécommunications modernes
- 1790 : Pendant la Révolution française, le télégraphe optique est mis au point. Il permet de mettre en place un réseau de télécommunication à distance utilisant des signaux qui peuvent être lus sur une tour avec une longue vue et de les reproduire sur la tour suivante. L'utilité était essentiellement militaire.
- 1839 : Naissance du télégraphe électrique. Le code international morse est adopté afin de simplifier ce langage dans le monde entier. Des organisations internationales ayant vocation de gérer les difficultés techniques sont créées par les États.
- 1876 : Le téléphone prend son essor et révolutionne le monde des télécommunications jusqu’alors réservé au milieu politique et au milieu des affaires. Avec le téléphone, les télécommunications deviennent le moyen de plus en plus commun de communiquer, remplaçant le télégraphe et la lettre traditionnelle.

#### Les réseaux globaux
- 1950 : Les télécommunications franchissent les mers et les océans. Les fonds marins sont câblés.
- 1957 : Spoutnik est le premier satellite placé en orbite. Il suffit de trois satellites pour couvrir toute la Terre.
- 1969 : ARPANET, l'ancêtre de l'internet, est mis au point aux États-Unis.

#### Les réseaux sans fil
- 1979 : Les ondes radioélectriques sont domptées avec le premier réseau radioélectrique. Les informations sont véhiculées par des ondes électromagnétiques. Les applications utilisant cette technologie sont aujourd'hui omniprésentes : téléphonie mobile, radio-télévision, carte de transport, GPS, ordinateurs portables, etc.

#### Réseaux de nouvelles génération (NGN)
La fibre optique apparaît en 1970 et va lentement se généraliser. Elle permet de véhiculer des informations à travers des fibres en verre d'environ un millimètre de diamètre, sous forme d’ondes lumineuses. Aujourd’hui, le marché s’oriente vers la fibre jusqu’à l’utilisateur.

## Sources et définitions du droit des communications électroniques

### Sources
La transmission de l’information se trouve au cœur du développement des modes de communication « à distance ». La particularité des communications électroniques est l’existence de réseaux. Cette particularité caractérise ce mode de communication comme tous ceux qui l’ont devancé historiquement et techniquement. Ainsi, le développement des communications télégraphiques, d’abord, et téléphoniques, ensuite, présente la double particularité, d’une part, d’être mondial et, d’autre part, de se présenter sous forme de différents réseaux. Ceci a eu pour conséquence l’internationalisation des réseaux de télécommunications. En même temps, et paradoxalement, les télécommunications présentent un enjeu national fort. Pendant longtemps, les télécommunications ont été le terrain de monopoles nationaux. L’idée d’une emprise de l’administration y était prégnante. La déstructuration des monopoles nationaux n’a pas supprimé cette emprise.
Le droit des communications électroniques s'est développé lorsque les États ont voulu connecter leurs réseaux. Les difficultés liées aux aspects techniques ont fait naître la nécessité d'organiser juridiquement les relations inter-étatiques dans le domaine des télécommunications. Ainsi les États ont créé des organisations internationales. La conférence télégraphique internationale de Paris en 1865, la conférence radiotélégraphique internationale de Berlin en 1906 et enfin la fusion des deux et la naissance de l’Union internationale des télécommunications à Madrid en 1932. L'UIT a été directement rattachée en 1947 aux Nations unies dont elle est une agence spécialisée. 
L'Europe de son côté s'est rapidement intéressée au secteur des télécommunications. Dès 1987 l'Europe publie le livre vert sur le développement du marché commun des services et des équipements de télécommunications. En 2002, c'est l'adoption du « Paquet Télécom » qui harmonise la législation européenne.

#### Sources internationales
C'est l'Union internationale des télécommunications (UIT) qui organise la réglementation des communications électroniques à l'échelle internationale. Les documents publiés par l'UIT utilisent depuis quelques années le terme "télécommunications/TIC" comme étant un compromis entre l'utilisation du terme de télécommunications pour des raisons historiques et l'utilisation du terme de TIC (Technologies de l'information et de la communication) qui est considéré comme l'évolution naturelle des télécommunications en raison de la convergence avec l'informatique et l'audiovisuel. Cette convergence a favorisé la libéralisation du marché des télécommunications avec l'entrée de nouveaux fournisseurs issus du secteur de l'informatique et de l'audiovisuel. De nombreux problèmes juridiques actuels sont issus de l'impact de libéralisation du marché et de la convergence des TIC.
De nombreux pays en dehors de l'Europe continentale préfèrent utiliser le terme de "technologies de l'information et de la communication" à celui de communications électroniques dans leurs textes officiels et dans les noms des institutions nationales et d'autres pays préfèrent garder encore celui de télécommunications.

##### Textes de l'Union Internationale des Télécommunications
La Constitution et la Convention de l’UIT, signées le 22 décembre 1992 à Genève et entrées en vigueur le 1er juillet 1994.
Les règlements techniques, sortes d’annexes techniques, ont la même valeur que les conventions. ex. : le règlement des radiocommunications qui est révisé périodiquement dans le cadre des conférences mondiales de radiocommunications dont la dernière date de 2007.

##### Structure de l'Union Internationale des Télécommunications
- UIT-R : département de gestion des fréquences à l’échelle mondiale.
- UIT-T : département d’adoption de normes universelles pour le développement des télécommunications.
- UIT-D : département d’assistance aux pays dans leur accès au marché des télécommunications.

#### Sources européennes
Au sein de l'Europe, c'est le Droit européen qui organise les communications électroniques. Le Droit européen englobe le Droit de l'Union européenne, qui organise la coopération entre les États membres de l'Union, et un droit européen plus large distinct de l'Union européenne.

#### Sources nationales
Sur le plan national, les États peuvent adopter des lois et des règlements relatifs aux communications électroniques dès lors que les règles édictées n'entrent pas en contradiction avec le Droit de l'Union européenne.
En France, le droit des télécommunications a ainsi pour origine le droit postal dont il a repris les deux éléments essentiels : le secret de la correspondance et l'organisation sous forme de service public en monopole. L'existence d'une administration nationale de régulation des télécommunications en témoigne. Cette administration, l'ART (Autorité de régulation des télécommunications) en 1996, l'ARCEP (Autorité de régulation des communications électroniques et postales) depuis 2005, a été créée en application des directives communautaires, le Paquet Télécom.

### Définitions

#### Définition internationale
L’UIT définit les télécommunications comme « toute transmission, émission ou réception de signes, de signaux, d’écrits, d’images, de sons ou de renseignements de toute nature, à distance, par fil, radioélectricité, optique ou d’autres systèmes électromagnétiques»

#### Définition européenne
Le Droit des télécommunications s'est surtout développé dans le contexte européen. En adoptant le Paquet Télécom en 2002, le législateur européen a investi un domaine peu réglementé au niveau régional en consacrant le terme juridique communications électroniques au détriment du terme télécommunications.
Ainsi la directive 2002/21/CE du 7 mars 2002, relative à un cadre réglementaire commun pour les réseaux et services de communications électroniques (directive "cadre"), va d’abord expliquer ce qu’est un réseau de communication électronique et ensuite ce qu’est un service de communications électroniques. Une révision du "Paquet Télécom" est actuellement en cours devant les institutions communautaires.

##### Réseau de télécommunications
Les systèmes de transmission et, le cas échéant, les équipements de commutation ou de routage et les autres ressources qui permettent l'acheminement de signaux par câble, par voie hertzienne, par moyens optiques ou par d'autres moyens électromagnétiques, comprenant les réseaux satellites, les réseaux terrestres fixes (avec commutation de circuits ou de paquets, y compris l'Internet) et mobiles, les systèmes utilisant le réseau électrique, pour autant qu'ils servent à la transmission de signaux, les réseaux utilisés pour la radiodiffusion sonore et télévisuelle et les réseaux câblés de télévision, quel que soit le type d'information transmise.

##### Service de télécommunications
Le service de communications électroniques consiste entièrement ou principalement en la transmission de signaux sur des réseaux de communications électroniques, y compris les services de télécommunications et les services de transmission sur les réseaux utilisés pour la radiodiffusion, mais exclut les services consistant à fournir des contenus à l'aide de réseaux et de services de communications électroniques ou à exercer une responsabilité éditoriale sur ces contenus; il ne comprend pas les services de la société de l'information tels que définis à l'article 1er de la directive 98/34/CE qui ne consistent pas entièrement ou principalement en la transmission de signaux sur des réseaux de communications électroniques.

## Formations académiques
Depuis plus de 10 ans, l'Université Paris-Sud avec l'Institut du Droit de l'Espace et des Télécommunications proposent un Master 2 Droit des Activités Spatiales et des Télécommunications. Ce Master est soutenu par de nombreuses entreprises du secteur spatial et des télécommunications.

## Sources
- Cet article est partiellement ou en totalité issu de l'article intitulé « Droit des communications électroniques » (voir la liste des auteurs).

### Liens des formations et Instituts universitaires
- Institut du Droit de l'Espace et des Télécommunications (IDEST) & Master 2 Droit des Activités Spatiales et des Télécommunications
- Master Droit des Médias et des Télécommunications - Parcours Télécommunications (professionnel) à la Faculté de Droit et de Science Politique d'Aix-Marseille de l'Université Paul Cézanne -Aix-Marseille III